# Suitcase101
Suitcase101 es una banda musical de Filipinas formada en 2004. Es una de las bandas más famosas y elogiados por sus canciones satíricas. La banda ha trascendido géneros musicales, estilos diferentes de una canción a otra de rock alternativo al pop rock, funk a rapcore y así sucesivamente, a la vez que proporciona un alivio cómico a sus oyentes. Se hicieron populares después de haber ganado el premio de la mejor canción conocido como el Globo Kantabataan.

## Miembros
- Adrian Bayron (vocalista)
- Alva Duaban (guitarras)
- Arvin Avergonzado (batería)
- Venjo Busalla (bajo)

## Actualización
El Congreso Nacional SK 2008, con Filipinas Pres ellos interpretaron un tema musical. La presidenta Gloria Macapagal Arroyo, fue la invitada de honor a su concierto.
- Datos: Q7635551